# Hephaistosit
Hephaistosit ist ein sehr selten vorkommendes Mineral aus der Mineralklasse der Halogenide mit der chemischen Zusammensetzung TlPb2Cl5 und ist damit chemisch gesehen ein Thallium-Blei-Chlorid.
Hephaistosit kristallisiert im monoklinen Kristallsystem und entwickelt bis zu 0,1 mm große, tafelige Kristalle von grün-gelber Farbe.

## Etymologie und Geschichte
Das Mineral wurde erstmals 2008 von Italo Campostrini, Francesco Demartin, Carlo Maria Gramaccioli und Paolo Orlandi im Krater La Fossa auf der italienischen Insel Vulcano gefunden. Sie benannten es nach dem griechischen Gott des Feuers und der Schmiedekunst Hephaistos, der dem Mythos nach auf Vulcano seine Werkstatt hatte.

## Klassifikation
In der Systematik der Minerale nach Strunz wird Hephaistosit bei den einfachen Halogeniden klassifiziert. In der 9. Auflage bildet es mit Challacolloit eine Untergruppe der einfachen Halogenide ohne Kristallwasser und einem Verhältnis von Metall zu Halogenid von 1:1 oder 2:3. 
In der Systematik der Minerale nach Dana bildet es mit Challacolloit, Steropesit und Panichiit die Challacolloitgruppe, eine Untergruppe der Komplexen Halogenide - Aluminiumfluoride mit einer allgemeinen Zusammensetzung (A)m B (X)6.

## Kristallstruktur
Hephaistosit kristallisiert im monoklinen Kristallsystem in der Raumgruppe P21/c (Raumgruppen-Nr. 14) mit den Gitterparametern a = 8,95 Å; b = 7,92 Å, c = 12,50 Å und β = 90°09' sowie vier Formeleinheiten pro Elementarzelle.

## Modifikationen und Varietäten
Mit Challacolloit bildet Hephaistosit eine Mischkristallreihe, bei der Thallium gegen Kalium ausgetauscht wird. 

## Bildung und Fundorte
Hephaistosit bildet sich in Fumarolen bei hohen Temperaturen von etwa 400 °C und fand sich in einer pyroklastischen Brekzie, vergesellschaftet mit Bismuthinit, Challacolloit, Cotunnit und Pseudocotunnit. 
Der bisher einzige bekannte Fundort für Hephaistosit ist dessen Typlokalität La Fossa auf Vulcano bekannt.